# Libanese Communistische Partij
De Libanese Communistische Partij (Arabisch: الـحـزب الشـيـوعـي اللبـنـانـي, Hizb ash-shuy‘uī al-lubnānī) is een communistische politieke partij in Libanon. De partij werd in 1924 opgericht door de Libanese intellectueel, schrijver en journalist Youssef Ibrahim Yazbek en Fou'ad al-Shmeli, een tabakswerker uit Bikfaya.